# Tinodes bosuso
Tinodes bosuso là một loài Trichoptera trong họ Psychomyiidae. Chúng phân bố ở vùng nhiệt đới châu Phi.